# Dhiego Lima
Dhiego P. Lima, född 31 januari 1989 i Goiânia, är en brasiliansk MMA-utövare som 2014–2015 och sedan 2017 tävlar i organisationen Ultimate Fighting Championship. Han är bror till MMA-utövaren Douglas Lima.